# Heinrich Hannover

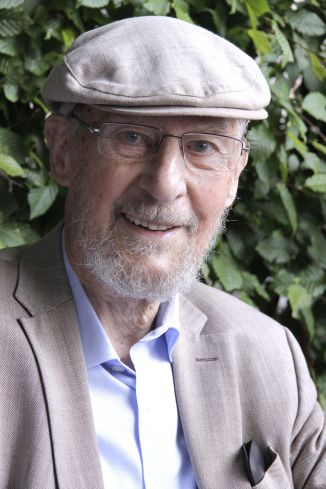
Heinrich Hannover (2016)

Heinrich Hannover (* 31. Oktober 1925 in Anklam, Provinz Pommern; † 14. Januar 2023 in Worpswede) war ein deutscher Strafverteidiger und Autor von Sach- und Kinderbüchern.

## Biografie
Heinrich Hannover war der Sohn eines Arztes. Er wuchs in der Kleinstadt Anklam in Vorpommern auf. Er wollte Förster werden. 1942 meldete er sich, wie fast alle Mitschüler, zum Kriegsdienst bei der Division Hermann Göring. Hannover beantragte am 29. Dezember 1942 die Aufnahme in die NSDAP und wurde zum 20. April 1943 aufgenommen (Mitgliedsnummer 9.432.550). Es folgten Fronteinsätze 1944 in Italien (Nettunobrückenkopf) sowie 1945 an der Ostfront in Schlesien und Sachsen. Als er wenige Monate nach Kriegsende nach Anklam zurückkehrte, waren seine Eltern tot. Durch seine Kriegserlebnisse wurde Hannover zum Pazifisten und Antimilitaristen.
Aus kurzer amerikanischer Kriegsgefangenschaft nach Kassel entlassen, versuchte Hannover zunächst, seinen ursprünglichen Berufswunsch, die höhere Forstlaufbahn, zu verwirklichen. Als ehemals in Pommern zugelassener Forstanwärter wurde er jedoch in Hessen nicht übernommen.
In einem Kursus für Kriegsteilnehmer holte er das Abitur nach und studierte dann Rechtswissenschaften an der Universität Göttingen. Er finanzierte sein Studium als Werkstudent. Nach dem ersten Staatsexamen, das er 1950 beim Oberlandesgericht Celle ablegte, absolvierte er das Referendariat in Bremen. Nach dem zweiten Staatsexamen wurde er dort im Oktober 1954 als Rechtsanwalt zugelassen.
Vielen seiner Professoren und zahlreichen Richtern und Staatsanwälten, denen er im Studium und in der Justizpraxis begegnet war, warf Hannover vor, ungebrochen im Nationalsozialismus begonnene Karrieren verfolgt zu haben und ihrer Gesinnung treu geblieben zu sein.
Hannover war der Verfasser zahlreicher Sach- und Kinderbücher, die zum Teil auch als Hörbücher eingespielt wurden, eingesprochen von Hannover selbst sowie auch von Kindersprechern. Als Anwalt zog er sich 1995 in den Ruhestand zurück, um dann hauptsächlich als Schriftsteller zu arbeiten. Dabei entstanden unter anderem seine Lebenserinnerungen Die Republik vor Gericht 1954–1995. Er war Mitherausgeber der Zeitschrift Demokratie und Recht (DuR), die bis 1989 im Kölner Pahl-Rugenstein Verlag erschien.
Hannover war mit Elisabeth Hannover-Drück († 2009) verheiratet und Vater von sechs Kindern. Zu seinen Kindern gehören die Juristin, Fernsehmoderatorin und Autorin Irmela Hannover sowie die Psychologin und Professorin Bettina Hannover. Er lebte mit seiner zweiten Ehefrau Doris Hannover in Worpswede bei Bremen und starb dort im Alter von 97 Jahren.
Nachfolgekanzleien sind die Familienrechtskanzlei Hannover & Gezork und die Strafrechtskanzlei Hannover & Partner, beide in Bremen ansässig.

## Strafprozesse

### Politische Verfahren
Die ihm zu Beginn seiner Praxis zugewiesene Pflichtverteidigung eines Kommunisten im antikommunistischen Meinungsklima der frühen Bundesrepublik wurde insgesamt prägend für sein weiteres rechtsanwaltliches Wirken in Verfahren wegen politischer Straftaten. Hannover vertrat die Rechte von Minderheiten, die sich auf die grundgesetzlich garantierte Meinungsfreiheit sowie andere Grundrechte beriefen. Als Gegner der westdeutschen Wiederbewaffnung war er Mitglied im Verband der Kriegsdienstverweigerer und gehörte zeitweilig auch dessen Vorstand an. Die Vertretung von Kriegsdienstverweigerern vor Prüfungskammern und Verwaltungsgerichten bildete einen Schwerpunkt seiner juristischen Praxis. Er vertrat in Strafverfahren auch Zeugen Jehovas, die aufgrund ihrer religiösen Überzeugung nicht nur den Kriegsdienst an der Waffe, sondern auch den Wehrersatzdienst verweigerten. Zudem trat er ab den 60er Jahren im Zuge der Studentenbewegung bzw. Außerparlamentarischen Opposition als Anwalt in vielen politischen Strafprozessen im Zusammenhang mit der Notstandsgesetzgebung, der amerikanischen Kriegführung in Vietnam und der Kollaboration mit ausländischen Diktatoren auf. Hannover verteidigte in den 1970er Jahren mehrere wegen Beteiligung an terroristischen Gewalttaten Angeklagte und setzte sich für eine Änderung der Haftbedingungen Ulrike Meinhofs ein. Eine Vertretung Meinhofs in deren Stammheimer Verfahren lehnte er jedoch wegen Differenzen in Fragen politischer Gewalt ab. Hannover und seine Familie wurden aufgrund seiner anwaltlichen Tätigkeit für Terroristen Opfer einer Pressekampagne und erhielten anonyme Morddrohungen.
Hannover erreichte in den 1980er Jahren für die Tochter des ermordeten KPD-Vorsitzenden Ernst Thälmann als Nebenklägerin durch ein Klageerzwingungsverfahren vor dem Oberlandesgericht eine Anklage wegen Beihilfe zu der von Hitler befohlenen Ermordung Thälmanns gegen den ehemaligen SS-Funktionär Wolfgang Otto. Otto wurde vom Landgericht Krefeld zu einer Freiheitsstrafe verurteilt, der Bundesgerichtshof hob das Urteil jedoch auf. Die erneute Verhandlung vor dem Landgericht Düsseldorf führte dann zum Freispruch. 1986 thematisierte der Regisseur Roland Steiner in seinem DEFA-Dokumentarfilm Heinrich Hannover - Rechtsanwalt auch diesen Prozess.
1987 verteidigte Hannover einen der Hamburger Richter, die gegen die Stationierung amerikanischer Atomraketen in Mutlangen durch Sitzblockaden vor dem Depot protestiert hatten, was damals als Nötigung verfolgt wurde.
In den 1990er Jahren verteidigte Hannover Bundesvorstandsmitglieder der Grünen, die zu Kriegsdienstverweigerung und Fahnenflucht im Golfkrieg aufgerufen hatten. Nach dem Beitritt der DDR zur Bundesrepublik vertrat er auch Bürger der ehemaligen DDR, denen Landesverrat oder Mitwirkung an Wahlfälschung vorgeworfen wurde.
Zu seinen Mandanten gehörten Peter Brückner, Daniel Cohn-Bendit, Bolko Hoffmann, Lorenz Knorr, Helmut Kramer, Hans Modrow, Wolf Dieter Reinhard, Otto Schily, Günter Wallraff, Gert Postel, Isang Yun und Peter-Paul Zahl, vor allem aber eine große Anzahl weniger prominenter Beschuldigter. In seinen Memoiren (Die Republik vor Gericht 1954–1995) schrieb Hannover: „So bin ich der Anwalt der kleinen Leute, der politisch oder religiös verfemten Minderheiten, der gegen das kapitalistische System und neue Einmischung in Krieg und Völkermord aufbegehrenden Generation geworden.“

### „Anwalt der kleinen Leute“
Hannover war auch in Strafverfahren ohne politischen Bezug als Verteidiger tätig. Bundesweites Aufsehen erregte in den 1970er Jahren der in Bremen verhandelte Fall des Bauarbeiters Otto Becker, der zu Unrecht wegen Mordes an der 17-jährigen Carmen Kampa angeklagt wurde. Das Verfahren, in dem Becker zunächst verurteilt wurde, endete nach erfolgreicher Revision in der zweiten Hauptverhandlung mit Freispruch, nachdem es dem Verteidiger gelungen war, eine zuvor von der Kriminalpolizei zurückgehaltene Sonderakte aufzufinden und in das Verfahren einzuführen. Hannover lenkte dadurch die Aufmerksamkeit auf einen anderen Mann, der von nun an der Tat dringend verdächtigt wurde. Erst bei der Aufklärung des Falles im Jahre 2011 wurde bewiesen, dass auch dieser Verdächtige unschuldig war und ein dritter Mann die Tat begangen hatte.

### Wiederaufnahmeverfahren für Carl von Ossietzky
Im Auftrag von Rosalinda von Ossietzky bemühte sich Hannover ab 1988 mit Gerhard Jungfer, Ingo Müller und Eckart Rottka um ein Wiederaufnahmeverfahren zu dem Urteil des 4. Strafsenats des Reichsgerichts Berlin vom 23. November 1931 gegen Carl von Ossietzky im Weltbühne-Prozess. Das scheiterte am Beschluss des Bundesgerichtshofs vom 3. Dezember 1992.

### Ehrengerichtsverfahren
Hannover musste sich von 1978 bis 1984 zwei Ehrengerichtsverfahren stellen, in denen ihm vorgeworfen wurde, vom Recht der anwaltlichen Redefreiheit in standeswidriger Weise Gebrauch gemacht zu haben. Gegen diese verschiedentlich erhobenen Vorwürfe, die in ein Verfahren zusammengezogen wurden, verteidigten ihn der Rechtsanwalt und spätere Bundesinnenminister Otto Schily sowie Ulrich K. Preuß.
Um gegen falsche und politisch motivierte Vorwürfe in Ehrengerichtsverfahren der Rechtsanwaltskammer gefeit zu sein, ließ Hannover zahlreiche eigene Plädoyers in politischen Verfahren vor Gericht auf Tonbänder aufzeichnen, die beim Deutschen Rundfunkarchiv in Frankfurt am Main archiviert und zum Teil auf CD – als Anlage zu seinem Buch Reden vor Gericht – erhältlich sind.

## Ehrungen
- 1973: Fritz-Bauer-Preis der Humanistischen Union
- 1986: Ehrendoktorwürde der Humboldt-Universität Berlin
- 1987: Kultur- und Friedenspreis der Villa Ichon, Bremen
- 1996: Ehrendoktorwürde der Universität Bremen
- 1997: Max-Alsberg-Preis des Deutschen Strafverteidiger Vereins
- 2002: Preis der Stiftung Kreatives Alter, Zürich
- 2004: Arnold-Freymuth-Preis der Arnold-Freymuth-Gesellschaft
- 2008: Hans-Litten-Preis der Vereinigung Demokratischer Juristinnen und Juristen
- 2012: Max Friedlaender-Preis des Bayerischen Anwaltverbandes
- 2019: Ehren-Tüddelband des Literaturfestivals Harbourfront Hamburg[14]

## Werke (Auswahl)
Sachliteratur:
- Politische Diffamierung der Opposition im freiheitlich-demokratischen Rechtsstaat. Verlag Pläne, Dortmund-Barop 1962.
- Schubladentexte. Eingeleitet von Heinrich Hannover. Voltaire Flugschriften, 7. Verlag Neue Kritik / Voltaire Verlag, Frankfurt am Main 1966.
- mit Elisabeth Hannover-Drück: Politische Justiz 1918–1933. Fischer Taschenbuch, Frankfurt am Main 1966.
- mit Elisabeth Hannover-Drück: Der Mord an Rosa Luxemburg und Karl Liebknecht. Dokumentation eines politischen Verbrechens. Suhrkamp Verlag, Frankfurt am Main 1967.
- mit Günter Wallraff: Die unheimliche Republik: Politische Verfolgung in der Bundesrepublik. VSA-Verlag, Hamburg 1982.
- Terroristenprozesse. Erfahrungen und Erkenntnisse eines Strafverteidigers. VSA-Verlag, Hamburg 1991, ISBN 3-87975-575-2.
- Die Republik vor Gericht 1954–1975. Erinnerungen eines unbequemen Rechtsanwalts. Aufbau Verlag, Berlin 1998, ISBN 3-351-02480-0.
- Die Republik vor Gericht 1975–1995. Erinnerungen eines unbequemen Rechtsanwalts. Aufbau Verlag, Berlin 1999, ISBN 3-351-02481-9.
- Die Republik vor Gericht 1954–1995. Erinnerungen eines unbequemen Rechtsanwalts. Aufbau Verlag, Berlin, 2005, ISBN 978-3-7466-7053-9.
- Reden vor Gericht. Plädoyers in Text und Ton. PapyRossa Verlag, Köln 2010, ISBN 978-3-89438-438-8; Rezension
- Die Republik vor Gericht 1954–1974. Erinnerungen eines unbequemen Rechtsanwalts. Prospero Verlag, Münster/Berlin 2012, ISBN 978-3-941688-34-6.
- Die Republik vor Gericht 1975–1995. Erinnerungen eines unbequemen Rechtsanwalts. Prospero Verlag, Münster/Berlin 2013, ISBN 978-3-941688-41-4.
- Gestohlene Jugend. In: Aufgang. Jahrbuch für Denken – Dichten – Musik. Band 11, Stuttgart 2014, ISBN 978-3-17-025372-8, S. 63–77.
- Die Republik vor Gericht 1954–1995. Erinnerungen eines unbequemen Rechtsanwalts. Aufbau Taschenbuch-Verlag, Berlin 2017, ISBN 978-3-7466-3436-4.
- mit Elisabeth Hannover-Drück: Politische Justiz 1918–1933. Metropol Verlag, Berlin 2019, ISBN 978-3-86331-474-3.

Kinderliteratur:
- Die Birnendiebe vom Bodensee. Spaß- und Spielgeschichten. März, Frankfurt 1970.
- Der vergeßliche Cowboy. Rowohlt, Reinbek 1980.
- Schreivogels türkisches Abenteuer. VSA-Verlag, Hamburg 1981.
- Der Mond im Zirkuszelt und andere Vorlesegeschichten. Rowohlt, Reinbek 1985.
- Die Schnupfenmühle. Diesterweg, Frankfurt am Main / Berlin / München, Sauerländer, Aarau / Frankfurt am Main / Salzburg 1985.
- Der fliegende Zirkus. Rowohlt, Reinbek 1986.
- Der Untergang der Vineta oder Die Geige vom Meeresgrund. Rowohlt, Reinbek 1987.
- Als der Clown die Grippe hatte. Neue Geschichten und Gedichte. 1995.
- Der müde Polizist. Vorlesegeschichten ab 4. Rowohlt TB-V., Reinbek 1997 (orig.: März-Verlag, Frankfurt am Main 1972).
- Die untreue Maulwürfin. Illustrationen von Manfred Bofinger. Aufbau Verlag, Berlin 2000, ISBN 3-351-04008-3.
- Das Pferd Huppdiwupp und andere lustige Geschichten. Rowohlt TB-Verlag, Reinbek 2002, ISBN 3-499-21200-5.
- Was der Zauberwald erzählt. Gerstenberg Verlag, Hildesheim 2004, ISBN 3-8067-5068-8.
- Weihnachten im Zauberwald. Gerstenberg Verlag, Hildesheim 2006, ISBN 3-8067-5113-7.
- Ein toller Zoo. ABC-Gedichte. F. W. Bernstein (Illustrator). Gerstenberg Verlag, Hildesheim 2008.
- Dat Pierd Huppdiwupp. Edition Temmen, Bremen, 2010.
- As de Clown de Gripp har. Edition Temmen, Bremen, 2011.
- Das sind ja schöne Geschichten! Monsenstein und Vannerdat, Münster 2012, ISBN 978-3-942153-11-9.

Hörbücher:
- Die Birnendiebe vom Bodensee. Spaß- und Spielgeschichten. MC. Jumbo Neue Medien & Verlag, Hamburg 1993, ISBN 3-89592-286-2.
- Der fliegende Zirkus. Phantastische Geschichten aus der Manege mit Musik. MC 1–4. Jumbo Neue Medien & Verlag, Hamburg 1993/1994.
- Als der Clown die Grippe hatte. Neue Geschichten und Gedichte. MC. Jumbo Neue Medien & Verlag, Hamburg 1993, ISBN 3-89592-280-3.
- Hasentanz. Vergnügliche Geschichten und Gedichte. MC. Jumbo Neue Medien & Verlag, Hamburg 1995, ISBN 3-89592-047-9.
- Dat Pierd Huppdiwupp. Geschichten auf Plattdeutsch. CD. Jumbo Neue Medien & Verlag, Hamburg 2011, ISBN 978-3-8337-2743-6.
- Der fliegende Zirkus und andere Geschichten. CD. Jumbo Neue Medien & Verlag, Hamburg 2011, ISBN 978-3-8337-2746-7.